# Raúl Salazar
Raúl Salazar (gest. 9. Oktober 2020 in Miami) war ein venezolanischer Divisionsgeneral und späterer Verteidigungsminister im ersten Kabinett von Hugo Chávez. In dieser Rolle organisierte er die Evakuierung von tausenden Menschen nach der Katastrophe von Vargas.
Als Salazar nach der Katastrophe zunächst die Hilfe des amerikanischen Militärs willkommen hieß, wurde dies vom Außenminister Rangel unterbunden. Dieser Konflikt führte dazu, dass er die venezolanische Regierung verließ und als Botschafter nach Spanien gesandt wurde. Rangel wurde an seiner Stelle zum Verteidigungsminister ernannt, was bei höheren Offizieren auf Kritik stieß.
Salazar starb in Miami nach jahrelanger Diabetes-Erkrankung.